# Zosterops anomalus
El anteojitos anómalo (Zosterops anomalus) es una especie de ave paseriforme en la familia Zosteropidae.

## Distribución geográfica y hábitat
Es endémica del sur de Célebes.
Sus hábitats naturales son las bosques tropicales o subtropicales húmedos.